# Praxair
Praxair foi uma multinacional americana de gases industriais. Fundada em 1907, a Praxair era a maior empresa de gases industriais da América do Norte e do Sul e a terceira maior do mundo em receita. Em 2018, fundiu-se com a Linde AG para formar a Linde plc. O nome Praxair foi descontinuado em 1º de setembro de 2020 nos EUA.

## História

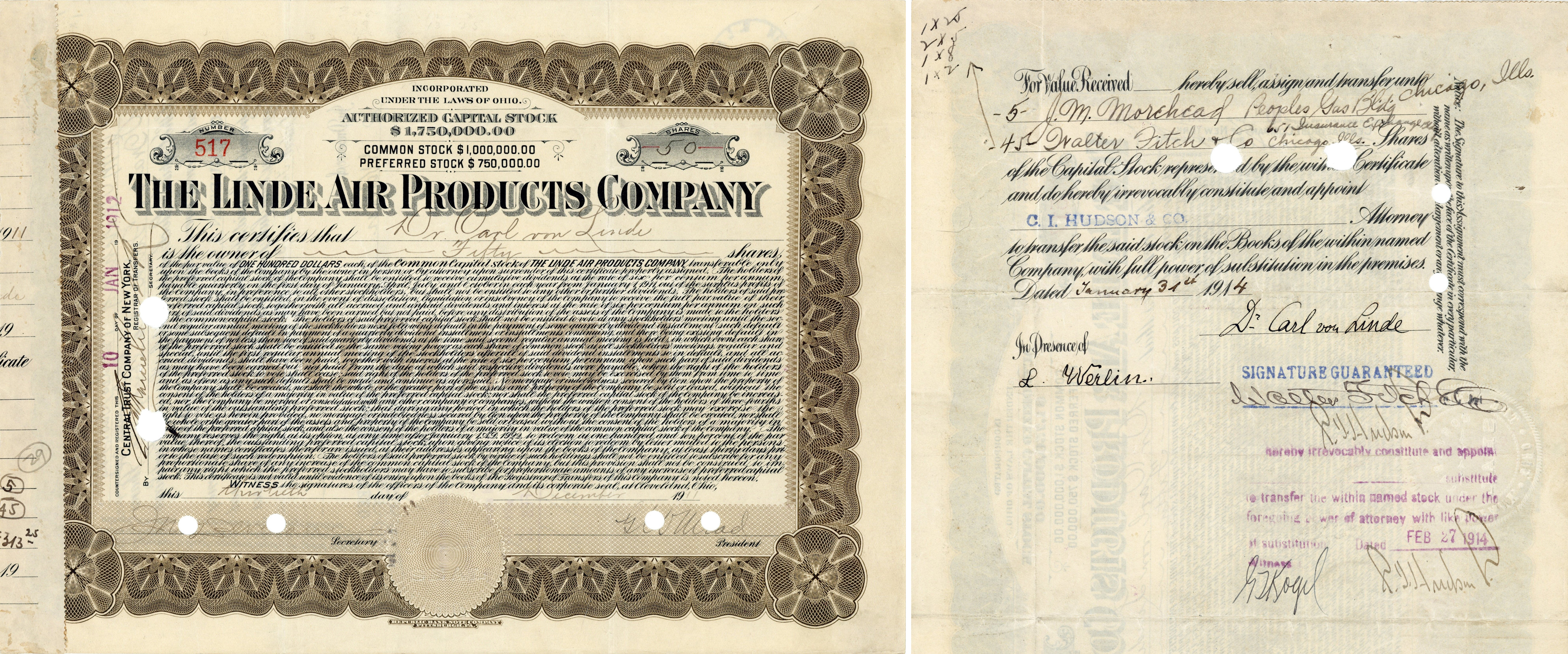
Certificado de ações da Linde Air Products Company, emitido em 13 de dezembro de 1911, registrado em nome do Dr. Carl von Linde e endossado por ele de próprio punho no verso

A empresa foi fundada por Carl von Linde como Linde Air Products Company em 1907. Durante a Primeira Guerra Mundial, porém, foi confiscada e em 1917, juntou-se a outras 4 empresas químicas sob o nome Union Carbide and Carbon Corporation, mantendo ao mesmo tempo uma identidade separada. O seu grau de independência aumentou e diminuiu ao longo dos anos e, em 1992, foi desmembrada como uma subsidiária, Union Carbide Industrial Gases Inc., e renomeada para Praxair quando se tornou uma empresa formalmente independente, três anos depois. O nome é derivado da combinação da palavra grega “praxis”, ou aplicação prática, e “air”, principal matéria-prima da empresa.
Em agosto de 2016 foi anunciado publicamente que a americana Praxair estava em negociações oficiais para se fundir com o grupo alemão Linde, que formaria o maior fornecedor mundial de gás. No mês seguinte, em setembro, as negociações foram interrompidas e suspensas indefinidamente. Em meados de dezembro de 2016, a Praxair retomou as negociações com a Linde para uma potencial fusão. No final de dezembro de 2016, foi feito um anúncio oficial de que a Praxair tinha chegado a um acordo para se fundir com a Linde num negócio avaliado em 35 milhões de dólares com um valor global de fusão de US$ 65 bilhões. Em abril de 2017, a Linde rejeitou novamente um pedido, da associação alemã de investidores privados DSW, de voto dos acionistas na sua assembleia geral anual em maio. No entanto, em maio de 2017, ambas as empresas chegaram a um acordo, em princípio, para uma fusão de iguais, com todas as ações, avaliada em 75 milhões de dólares, para formar uma nova holding. No início de junho de 2017, ambas as empresas concordaram com a fusão. A aprovação regulatória dos EUA foi obtida em outubro de 2018, após a qual a transação financeira foi concluída. Como parte desta fusão, os negócios europeus da Praxair foram vendidos à Taiyo Nipppon Sanso e rebatizados como Nippon Gases Europe. Após a conclusão da fusão, formou uma nova empresa alemã-americana Linde plc domiciliada na Irlanda e sediada em Surrey para efeitos fiscais.

## Galeria

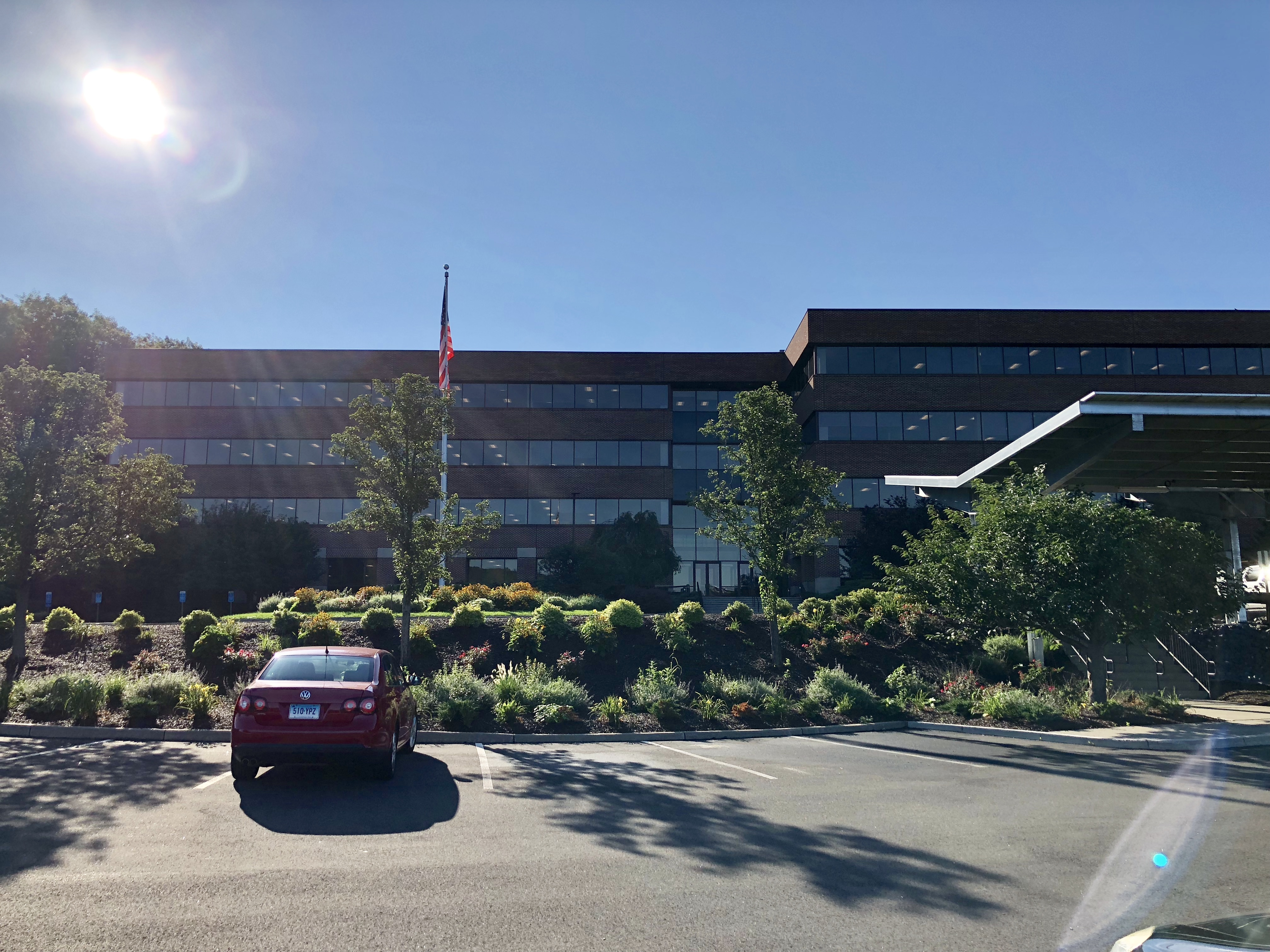
Sede da Praxair em Danbury, Connecticut
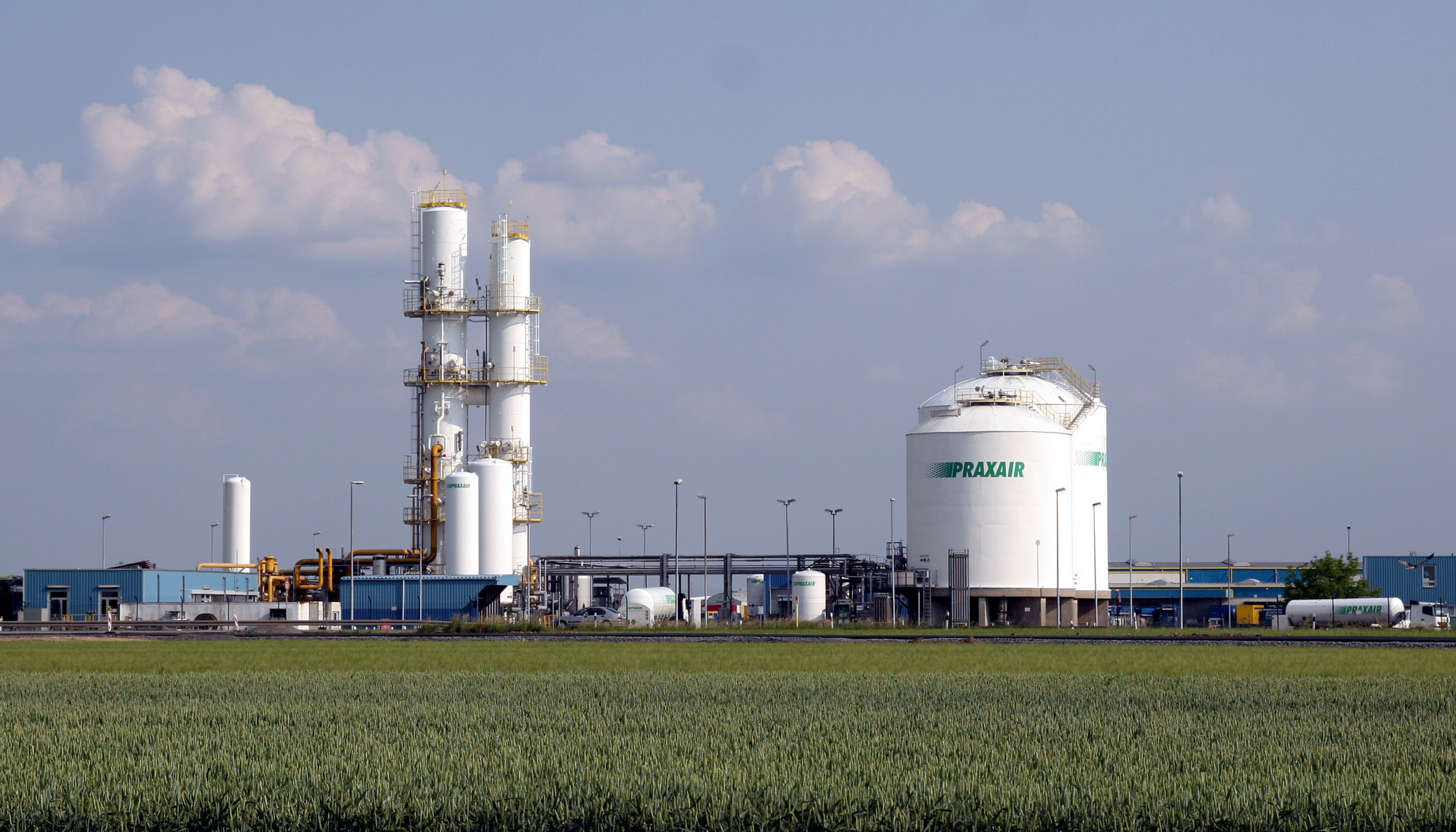
Fábrica da Praxair em Biebesheim, Alemanha, 6 de junho de 2008
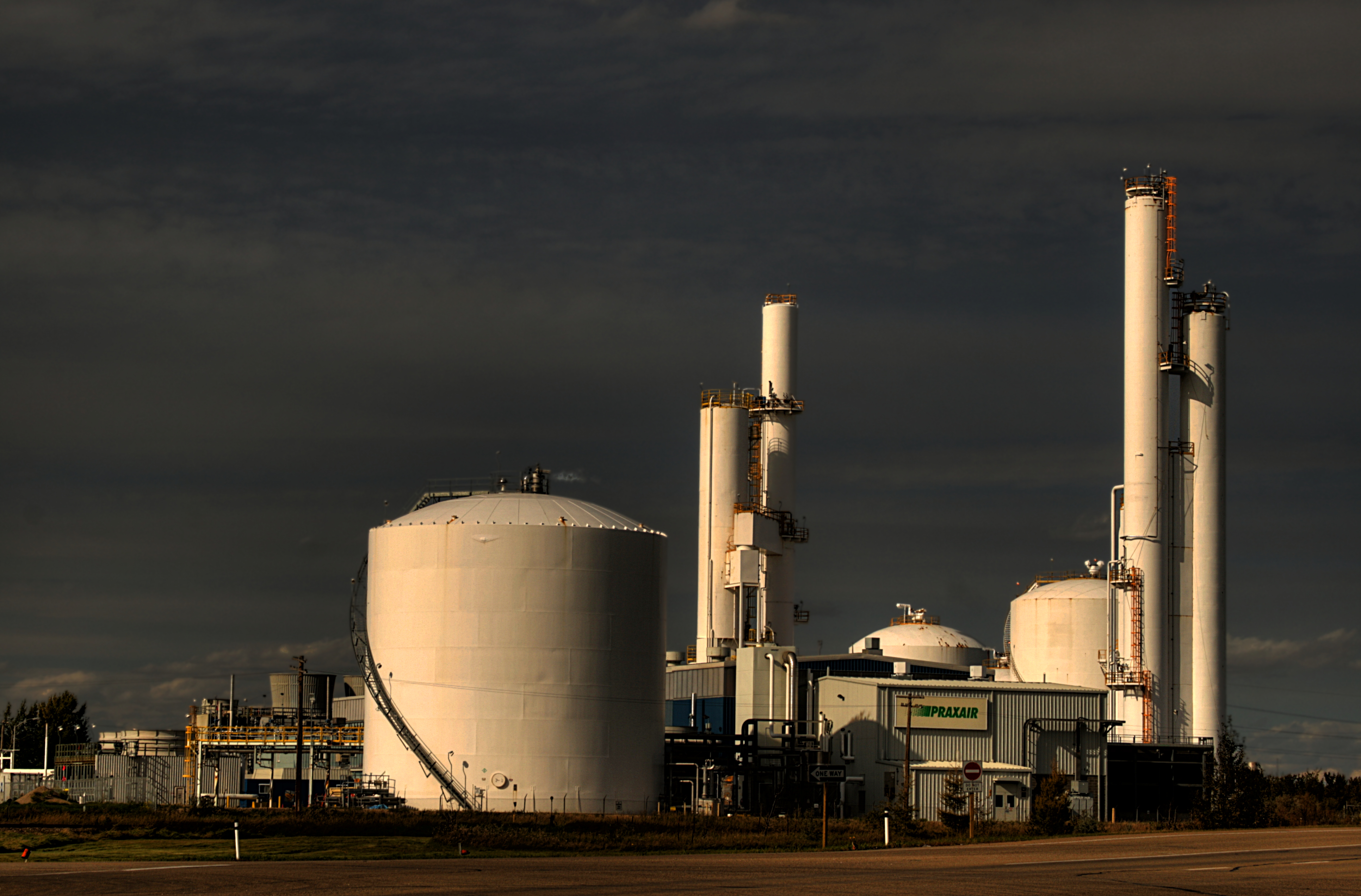
A fábrica Praxair em Fort Saskatchewan, Canadá, 15 de setembro de 2012
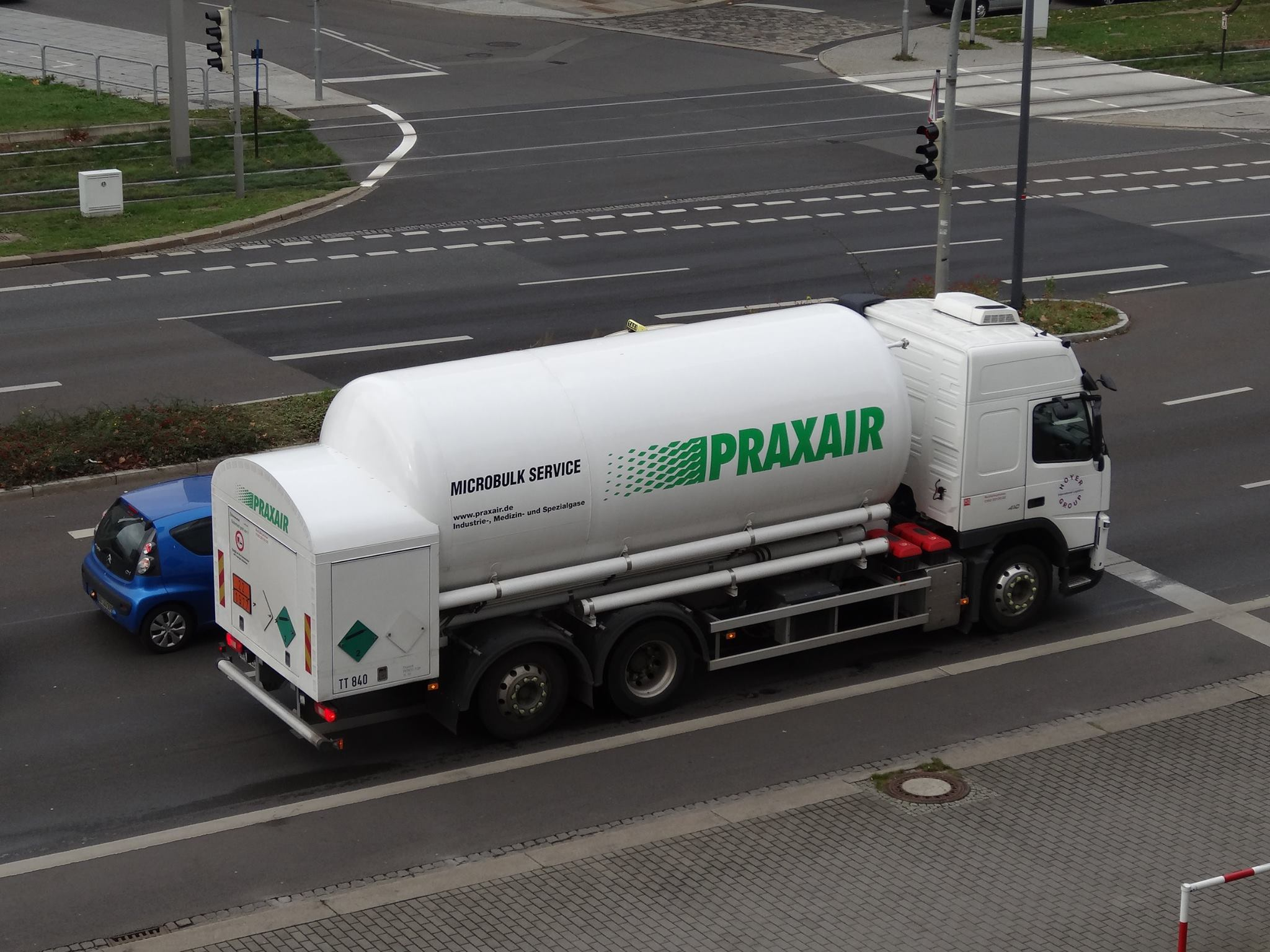
Caminhão da Praxair em Dresden, Alemanha, 5 de novembro de 2013